# Lee Wilkie
Lee Wilkie (* 20. April 1980 in Dundee) ist ein ehemaliger schottischer Fußballspieler.

## Karriere

### Vereine
1998 stieß Wilkie aus der U-19-Abteilung des FC Dundee, einem Verein aus seiner Heimatstadt, zu den Profis. Während seiner Zeit bei FC Dundee wurde er im Jahr 2001 zwei Mal kurzzeitig an die englischen Vereine Plymouth Argyle und Notts County verliehen. Auch beim FC Falkirk stand Wilkie kurze Zeit unter Vertrag. Im Januar 2004 riss er sich im Spiel gegen Dundee United das Kreuzband, konnte sich aber nicht einer Operation unterziehen und musste so ein Muskeltraining zur Stärkung des Kreuzbandes durchführen.
2006 wechselte er zu Dundee United. Dundees Trainer Craig Levein hielt Wilkie vorerst nicht tauglich für die erste Liga und verlieh ihn zunächst an Ross County. Nachdem Barry Robson im Februar 2008 Dundee United in Richtung Celtic Glasgow verlassen hatte, wurde Wilkie zum neuen Kapitän ernannt.
Am 3. April 2010 wurde allerdings bekannt, dass Wilkie seine Karriere im Alter von 29 Jahren aufgrund anhaltender Knieprobleme frühzeitig beenden muss.

### Nationalmannschaft
Wilkie gab unter Trainer Berti Vogts sein Debüt für die schottische Nationalmannschaft. Beim Reunification Cup in Hongkong im Mai des Jahres 2002 spielte Wilkie gegen Südafrika zum ersten Mal für Schottland. Im März 2003 schoss Wilkie im Spiel gegen Island sein einziges Länderspieltor.

## Erfolge
- Scottish FA Cup: Zweiter 2002/03 (mit FC Dundee)
- Scottish League Cup: Zweiter 2007/08 (mit Dundee United)
- Scottish Premier League: Spieler des Monats Oktober 2007